# Liga Insular de São Tomé
La Liga Insular de São Tomé (portoghese per "Lega insulare di São Tomé") è la massima competizione calcistica dell'isola di São Tomé, istituita nel 1977. La vincitrice del torneo si contende il campionato di calcio di Sao Tomé e Principe attraverso una finale in cui sfida i vincitori della Liga Insular do Príncipe.

## Squadre
Stagione 2007.

### Primeira Divisão
- Agrosport
- FC Aliança Nacional - Pantufo
- Bairros Unidos FC - Caixão Grande
- Correia  - Correia
- Os Dinâmicos (Porto) Folha Fede
- Inter Bom-Bom
- Clube Desportivo de Neves  (Neves)
- Sporting Praia Cruz (Praia Cruz)
- Trindade FC
- UDRA (São João dos Angolares)
- UDESCAI (Água Izé)
- Vitória FC (Riboque)

### Segunda Divisão
- 6 de Setembro (Santana)
- Amador
- Boavista FC Uba Budo
- CD Guadalupe (Guadalupe)
- Kê Morabeza (Bela Vista)
- Oque d'El Rey (Oque d'El Rei)
- Palmar  (Palmar)
- Ribeira Peixe (Ribeira Peixe)
- Santana FC (Santana)
- Sporting São Tomé

### Terceira Divisão
- Andorinha Sport Club
- Desportivo Conde
- Cruz Vermelha (Almeirim)
- Juba Diogo Simão - ritirata
- Marítimo Micoló
- Otótó
- Porto Alegre (Porto Alegre)
- Santa Margarida  (Santa Margarida)
- Varzim FC (Ribeira Afonso)
- Diogo Vaz

## Albo d'oro
- 1977: Vitória FC
- 1978: Vitória FC
- 1979: Vitória FC
- 1980: Desportivo de Guadalupe
- 1981: Desportivo de Guadalupe
- 1982: Sporting Praia Cruz
- 1983: non disputato
- 1984: Andorinha Sport Club
- 1985: Sporting Praia Cruz
- 1986: Vitória FC
- 1987: non disputato
- 1988: 6 de Setembro
- 1989: Vitória FC
- 1990:
- 1991: Santana FC
- 1992: non disputato
- 1993:
- 1994: Sporting Praia Cruz
- 1995: Inter Bom-Bom
- 1996: Caixão Grande
- 1997: non disputato
- 1998:
- 1999: Sporting Praia Cruz
- 2000: Inter Bom-Bom
- 2001: Bairros Unidos FC
- 2002: non disputato
- 2003: Inter Bom-Bom
- 2004: UDESCAI
- 2005: non disputato
- 2006: non disputato
- 2007: Sporting Praia Cruz
- 2007 : Sporting Praia Cruz
- 2008 : no championship
- 2009 : Vitória FC
- 2010 : non disputato
- 2011 : Vitória FC
- 2012 : Sporting Praia Cruz[1]
- 2013 : Sporting Praia Cruz[2]
- 2014 : UDRA[3]
- 2015 : Sporting Praia Cruz[4]
- 2016 : Sporting Praia Cruz[5]
- 2017 : UDRA[6]
- 2018 : UDRA[7]